# Football Club Twente 2013-2014
Questa voce raccoglie le informazioni riguardanti il Football Club Twente nelle competizioni ufficiali della stagione 2013-2014.

## Maglie e sponsor
Lo sponsor tecnico per la stagione 2013-2014 fu Nike, mentre lo sponsor ufficiale fu XXImo. La divisa casalinga era composta da un completo rosso con inserti bianchi. Quella da trasferta era invece di colore blu, sfumato fino al celeste sulla maglietta.
| Casa | Trasferta |

## Rosa
| N. |                        | Ruolo | Calciatore          |
| -- | ---------------------- | ----- | ------------------- |
| 1  | Paesi Bassi (bandiera) | P     | Sander Boschker     |
| 2  | Paesi Bassi (bandiera) | D     | Dico Koppers        |
| 3  | Danimarca (bandiera)   | D     | Andreas Bjelland    |
| 4  | Paesi Bassi (bandiera) | D     | Peter Wisgerhof     |
| 5  | Paesi Bassi (bandiera) | C     | Robbert Schilder    |
| 6  | Paesi Bassi (bandiera) | C     | Wout Brama          |
| 7  | Paesi Bassi (bandiera) | A     | Youness Mokhtar     |
| 8  | Paesi Bassi (bandiera) | C     | Kyle Ebecilio       |
| 9  | Montenegro (bandiera)  | A     | Luka Đorđević       |
| 10 | Serbia (bandiera)      | A     | Dušan Tadić         |
| 11 | Messico (bandiera)     | A     | Jesús Manuel Corona |
| 12 | Germania (bandiera)    | C     | Tim Hölscher        |
| 14 | Germania (bandiera)    | D     | Nils Röseler        |
| 15 | Venezuela (bandiera)   | D     | Roberto Rosales     |
| 16 | Paesi Bassi (bandiera) | D     | Tim Breukers        |
| 17 | Svezia (bandiera)      | D     | Rasmus Bengtsson    |

| N. |                        | Ruolo | Calciatore             |
| -- | ---------------------- | ----- | ---------------------- |
| 18 | Curaçao (bandiera)     | D     | Cuco Martina           |
| 19 | Ghana (bandiera)       | C     | Shadrach Eghan         |
| 20 | Paesi Bassi (bandiera) | P     | Sonny Stevens          |
| 21 | Cile (bandiera)        | C     | Felipe Gutiérrez       |
| 22 | Paesi Bassi (bandiera) | P     | Nick Marsman           |
| 23 | Paesi Bassi (bandiera) | C     | Joey Pelupessy         |
| 24 | Paesi Bassi (bandiera) | A     | Quincy Promes          |
| 25 | Paesi Bassi (bandiera) | P     | Timo Plattel           |
| 26 | Paesi Bassi (bandiera) | A     | Felitciano Zschusschen |
| 27 | Paesi Bassi (bandiera) | C     | Dario Tanda            |
| 28 | Perù (bandiera)        | C     | Renato Tapia           |
| 30 | Paesi Bassi (bandiera) | A     | Luc Castaignos         |
| 34 | Slovacchia (bandiera)  | A     | Andrej Rendla          |
| 35 | Polonia (bandiera)     | P     | Filip Bednarek         |
| –– | Norvegia (bandiera)    | A     | Torgeir Børven         |

## Calciomercato

### Sessione estiva(dal 01/07 al 31/08)
| Arrivi           | Arrivi              | Arrivi                | Arrivi        |
| R.               | Nome                | da                    | Modalità      |
| ---------------- | ------------------- | --------------------- | ------------- |
| P                | Nick Marsman        | Go Ahead Eagles       | fine prestito |
| P                | Sonny Stevens       | Volendam              | definitivo    |
| D                | Dico Koppers        | Ajax                  | definitivo    |
| D                | Cuco Martina        | RKC Waalwijk          | definitivo    |
| D                | Nils Röseler        | VVV-Venlo             | fine prestito |
| C                | Kyle Ebecilio       |                       | svincolato    |
| A                | Jesús Manuel Corona | Monterrey             | definitivo    |
| A                | Luka Đorđević       | Zenit San Pietroburgo | prestito      |
| A                | Youness Mokhtar     | PEC Zwolle            | definitivo    |
| Altre operazioni |                     |                       |               |
| R.               | Nome                | da                    | Modalità      |
| D                | Tim Cornelisse      | Willem II             | fine prestito |
| D                | Nicky Kuiper        | Panathīnaïkos         | fine prestito |
| D                | Thilo Leugers       | NAC Breda             | fine prestito |
| C                | Emir Bajrami        | Monaco                | fine prestito |
| A                | Joshua John         | Nordsjælland          | fine prestito |
| A                | Glynor Plet         | Genk                  | fine prestito |

| Partenze | Partenze         | Partenze     | Partenze      |
| R.       | Nome             | a            | Modalità      |
| -------- | ---------------- | ------------ | ------------- |
| P        | Daniel Fernandes | OFI Creta    | prestito      |
| P        | Nikolaj Mihajlov | Verona       | definitivo    |
| D        | Edson Braafheid  | Hoffenheim   | fine prestito |
| D        | Tim Cornelisse   | Willem II    | definitivo    |
| D        | Douglas          |              | svincolato    |
| C        | Emir Bajrami     |              | svincolato    |
| C        | Leroy Fer        | Norwich City | definitivo    |
| C        | Willem Janssen   | Utrecht      | prestito      |
| C        | Denny Landzaat   |              | ritiro        |
| A        | Dmitrij Bulykin  |              | svincolato    |
| A        | Jerson Cabral    | ADO Den Haag | prestito      |
| A        | Nacer Chadli     | Tottenham    | definitivo    |
| A        | Joshua John      | Nordsjælland | definitivo    |
| A        | Glynor Plet      |              | svincolato    |

### Sessione invernale(dal 01/01 al 31/01)
| Arrivi | Arrivi         | Arrivi    | Arrivi     |
| R.     | Nome           | da        | Modalità   |
| ------ | -------------- | --------- | ---------- |
| A      | Torgeir Børven | Vålerenga | definitivo |

| Partenze | Partenze               | Partenze  | Partenze |
| R.       | Nome                   | a         | Modalità |
| -------- | ---------------------- | --------- | -------- |
| A        | Felitciano Zschusschen | Dordrecht | prestito |

## Risultati

### Eredivisie

#### Girone di andata
| Enschede 3 agosto 2013, ore 19:45 1ª giornata | Twente              | 0 – 0 referto | RKC Waalwijk | De Grolsch Veste (28.700 spett.)\| Arbitro: \| Higler (Amersfoort) \| |
| Arbitro:                                      | Higler (Amersfoort) |               |              |                                                                       |

| Arbitro: | Liesveld (Waverveen) |

|           |           |                                                          |
| Pellè 29’ | Marcatori | 37’ Ebecilio 58’ (rig.), 73’ (rig.) Tadić 79’ Castaignos |

| Arbitro: | van Boekel (Vierlingsbeek) |

|                                                                   |           |  |
| Promes 8’, 68’ Tadić 11’ (rig.) Castaignos 25’, 36’ Bengtsson 90’ | Marcatori |  |

| Arbitro: | Gözübüyük (Haarlem) |

|              |           |  |
| Havenaar 22’ | Marcatori |  |

| Arbitro: | Blom (Gouda) |

|               |           |                  |
| Bengtsson 90’ | Marcatori | 64’ van den Berg |

| Arbitro: | van Boekel (Vierlingsbeek) |

|                      |           |                         |
| Eghan 17’ Promes 70’ | Marcatori | 66’ Wijnaldum 83’ Depay |

| Arbitro: | Makkelie (Dordrecht) |

|  |           |                                             |
|  | Marcatori | 17’ Bengtsson 72’ Ebecilio 75’ (rig.) Tadić |

| Arbitro: | Wiedemeijer (Boxmeer) |

|                                                                 |           |  |
| Botteghin 19’ (aut.) Eghan 28’, 54’ Tadić 45’ (rig.) Corona 85’ | Marcatori |  |

| Arbitro: | Liesveld (Waverveen) |

|  |           |                |
|  | Marcatori | 49’ Castaignos |

| Arbitro: | Vink (Noordwijkerhout) |

|                |           |                |
| Castaignos 22’ | Marcatori | 81’ Sigþórsson |

| Arbitro: | van Sichem (Almere) |

|                                       |           |                            |
| Bakker 51’ Gouriye 55’ van Duinen 88’ | Marcatori | 62’ Castaignos 76’ Rosales |

| Arbitro: | Higler (Amersfoort) |

|                      |           |                         |
| Eghan 23’ Promes 34’ | Marcatori | 53’ Rieks 60’ Jantscher |

| Arbitro: | Blom (Alphen aan den Rijn) |

|               |           |            |
| Fernandez 49’ | Marcatori | 72’ Promes |

| Arbitro: | Janssen (Meijel) |

|                                                              |           |                             |
| Ebecilio 28’ Tadić 45’ (rig.) Castaignos 53’ Promes 68’, 86’ | Marcatori | 42’ van der Weg 56’ Verbeek |

| Arbitro: | Gözübüyük (Haarlem) |

|              |           |                           |
| Hupperts 39’ | Marcatori | 69’ Castaignos 79’ Promes |

| Arbitro: | Vink (Noordwijkerhout) |

|            |           |                  |
| Beerens 3’ | Marcatori | 39’, 90’ Mokhtar |

| Arbitro: | Liesveld (Waverveen) |

|                                        |           |                           |
| Gutiérrez 21’ Castaignos 56’ Tadić 62’ | Marcatori | 58’ (rig.) van der Linden |

#### Girone di ritorno
| Arbitro: | van Boekel (Vierlingsbeek) |

|         |           |                |
| Sno 42’ | Marcatori | 80’ Castaignos |

| Arbitro: | Wiedemeijer (Boxmeer) |

|                                            |           |         |
| Promes 23’ Castaignos 55’ Tadić 88’ (rig.) | Marcatori | 76’ Uth |

| Arbitro: | Makkelie (Dordrecht) |

|            |           |           |
| Adorján 5’ | Marcatori | 77’ Tadić |

| Arbitro: | van Boekel (Vierlingsbeek) |

|                                        |           |                    |
| Castaignos 54’ Eghan 60’ Bengtsson 79’ | Marcatori | 25’ (rig.) Leeuwin |

| Arbitro: | Liesveld (Waverveen) |

|  |           |                      |
|  | Marcatori | 73’ Tadić 90’ Børven |

| Arbitro: | Blom (Alphen aan den Rijn) |

|                                  |           |                         |
| Arias 7’ Locadia 23’ Willems 52’ | Marcatori | 40’ Promes 68’ Ebecilio |

| Arbitro: | Vink (Noordwijkerhout) |

|                          |           |  |
| Castaignos 55’ Tadić 78’ | Marcatori |  |

### KNVB beker
| Arbitro: | Vink (Noordwijkerhout) |

|                                   |           |  |
| Slagveer 20’ Finnbogason 50’, 63’ | Marcatori |  |